# كيسة الفلح الخيشومي
كيسة الفلح الخيشومي (بالإنجليزية: Branchial cleft cyst)‏ هي عيب خلقي عبارة عن كيسة من الخلايا الطلائية تظهر على الجانب الوحشي (الخارجي) للرقبة بسبب فشل انسداد (طمس) الشق الخيشومي الثاني (أو فشل التحام القوسين الخيشوميين الثاني والثالث) أثناء تكون الجنين.

## الفيسيولوجيا المرضية
أثناء تكوين الجنين تتكون أربعة شقوق خيشومية تنتج عنها خمسة أقواس خيشومية تشارك في تكوين أجزاء من الرأس والرقبة والصدر. الشق الثاني ينمو للأسفل ويغطي الأقواس رقم 3-4 مكوناً تجاويف مبطنة بالأديم الظاهر تضمر في الأسبوع السابع؛ فإذا لم يضمر جزء منها تتكون كيسة الفلح أو الشق الخيشومي قد تتصل بالجلد عن طريق جيب أو لا تتصل.
تكون هذه الشقوق الخياشيم في الأسماك.

## الباثولوجيا
يتكون جدار الكيسة من خلايا طلائية حرشفية أو عمادية مع نسيج لمفاوي ذو مركز منتش بارز، وقد تحتوي الكيسة على بقايا خلوية كيراتينية حبيبية، وقد يحتوي السائل بداخلها على بلورات من الكوليستيرول.

## الأنواع
توجد أنواع عديدة من أكياس الفلح الخيشومي بحسب موقعها:
- كيسة الفلح الخيشومي الأول: حول صيوان الأذن أو أسفل الفك العلوي بفتحة أسفل الفك وأعلى الحنجرة.
- كيسة الفلح الخيشومي الثاني: وهي الأكثر شيوعاً وتفتح في الجزء السفلي من الرقبة، وقد تصل إلى منطقة اللوزتان، وتظهر غالباً بعد سن العاشرة.
- كيسة الفلح الخيشومي الثالث: قريبة من الغدة الدرقية أمام العضلة القصية الترقوية الخشائية، وهي نادرة جداً.
- كيسة الفلح الخيشومي الرابع: أسفل الرقبة وهي نادرة أيضاً.[4]

## الأعراض والعلامات
غالبا ما تكون بلا أعراض إلا إذا أصيبت بعدوى، ومن علاماتها:
- كتلة ملساء بطيئة النمو على جانب الرقبة غالباً.
- سائل يفرز من الرقبة.
- تورم ومضض في الرقبة عند الإصابة بعدوى الجهاز التنفسي.[4][5]

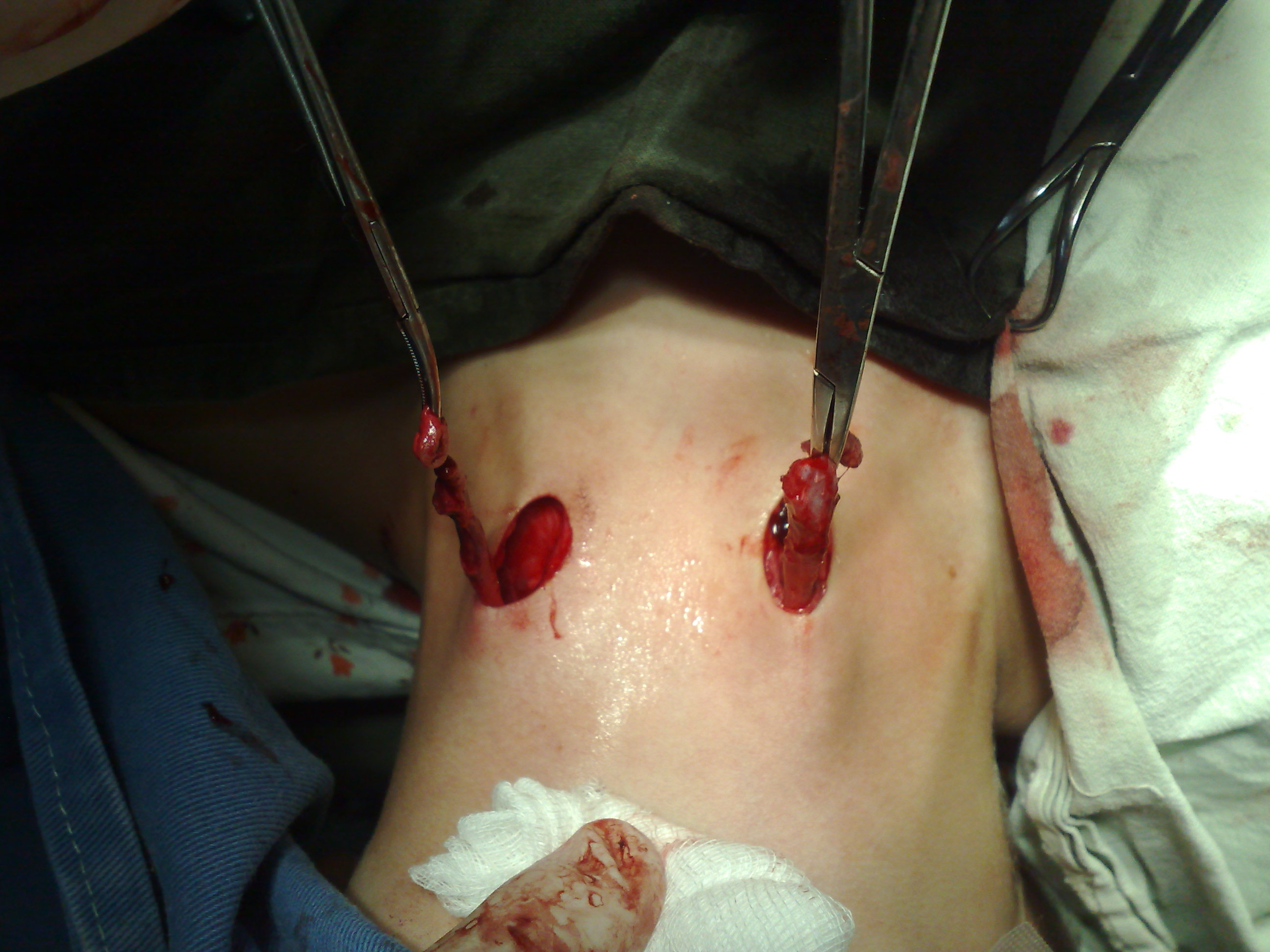
كيسة فلح خيشومي ثنائية الجانب متصلة بالجلد عن طريق جيب (أثناء الجراحة)

## العلاج

### علاج دوائي
تستخدم المضادات الحيوية إن نشأت عدوى أو خراج متعلقة بالكيسة، مع إجراء تصريف للخراج إن وُجد.

### الجراحة
الإزالة الجراحية هي الحل النهائي، ويفضل تأجيلها بعد سن 3 أشهر، ولا ينبغي إجراؤها في حالة وجود عدوى أو خراج.

## توقع سير المرض
الجراحة عادةً نتائجها جيدة، لكن في حالة كيسة الفلح الخيشومي الثاني تكون الجراحة صعبة بسبب قرب الكيسة من الوريد الوداجي الغائر والشرايين السباتية؛ مما يرفع احتمالية رجوعها.